# Kisregény
A kisregény az epika műnemébe tartozó irodalmi műfaj. Terjedelmét és sajátosságait tekintve az elbeszélés és a regény között helyezkedik el. Az elbeszélésnél nagyobb cselekményidőt ölel fel, viszont terjedelme nem haladja meg a regényét.
A műfaj a felvilágosodás korában alakult ki. A műfaj egyik első és híres példája Johann Wolfgang von Goethe Az ifjú Werther szenvedései című műve, amely 1774-ben jelent meg. A 20. században az olvasási szokások megváltozása növelte a műfaj népszerűségét.

## Híres kisregények

### A világirodalomban

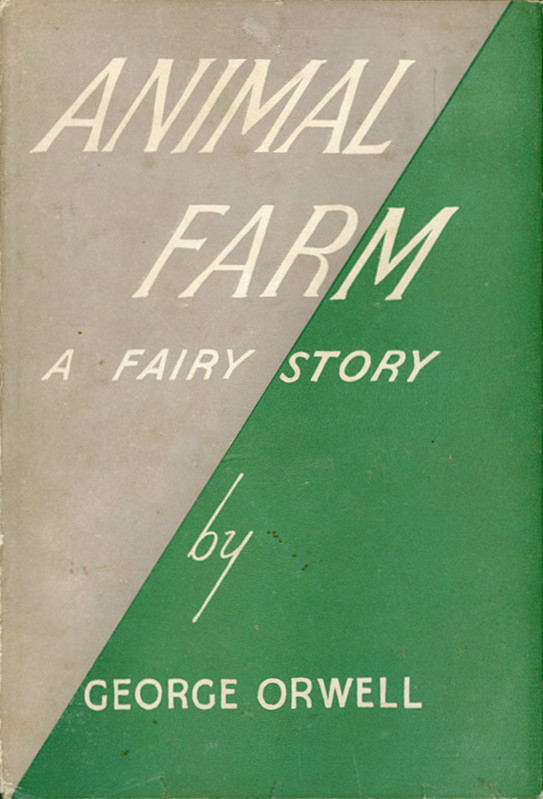

- E. T. A. Hoffmann: Az arany virágcserép
- Lev Nyikolajevics Tolsztoj: Ivan Iljics halála
- Charles Dickens: Karácsonyi ének
- H. G. Wells: Az időgép
- George Orwell: Állatfarm
- Mihail Afanaszjevics Bulgakov: Kutyaszív
- Ernest Hemingway: Az öreg halász és a tenger
- Alekszandr Iszajevics Szolzsenyicin: Ivan Gyenyiszovics egy napja

### A magyar irodalomban

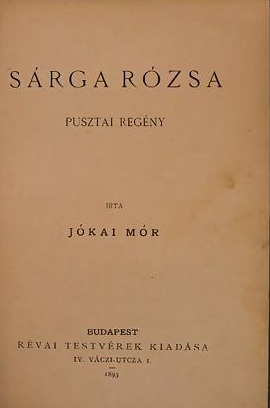

- Gyulai Pál: Egy régi udvarház utolsó gazdája
- Jókai Mór: Sárga rózsa
- Mikszáth Kálmán: Szent Péter esernyője
- Örkény István: Tóték
- Szélesi Sándor: Szörnyeteg a hajtóműben
- Déry Tibor: Niki

## További információ
- Irodalmi fogalomtár érettségizőknek - Toldy Ferenc Gimnázium